# St. Jakob (Bobrowo)

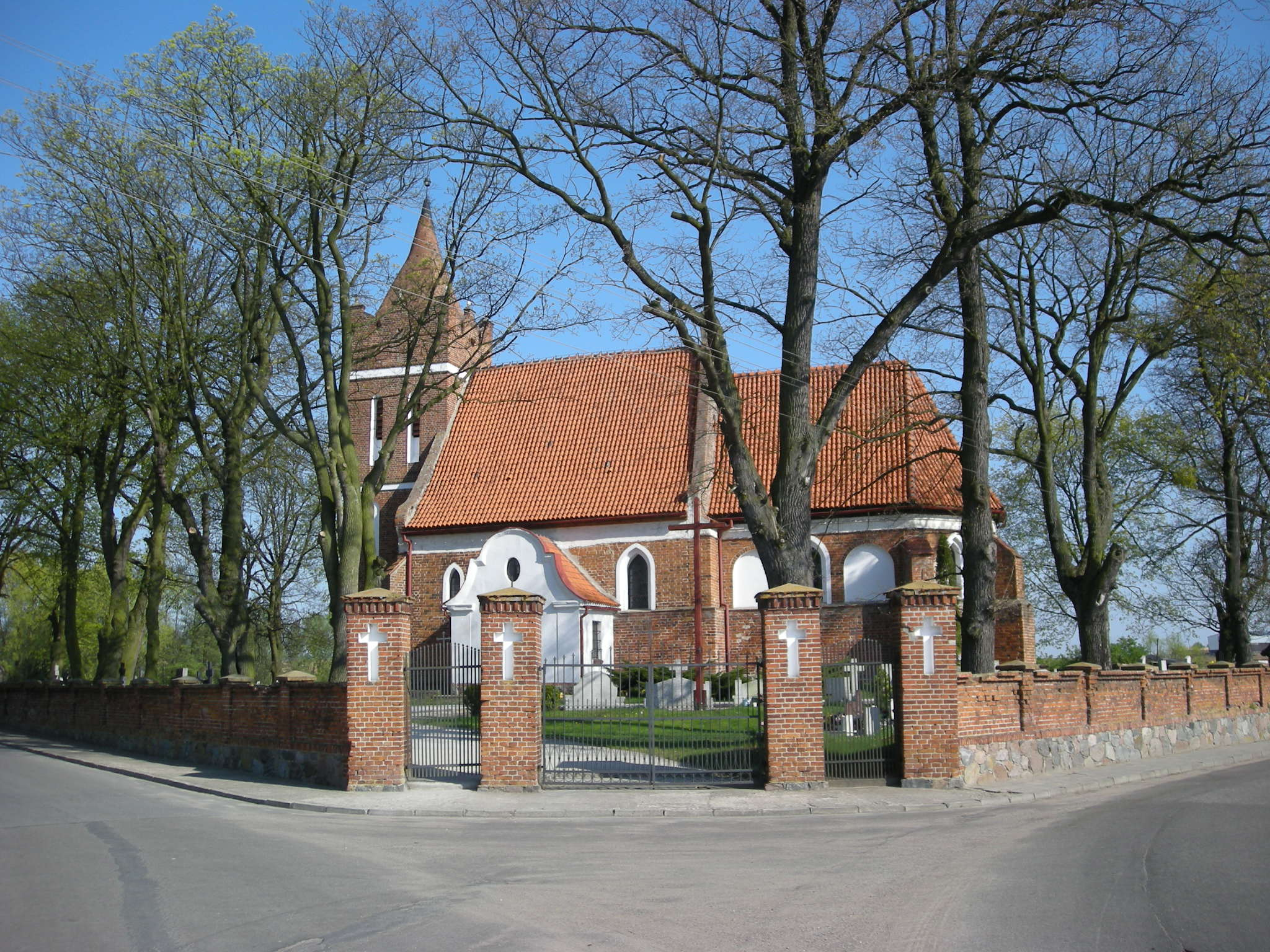
St. Jakob in Bobrowo

Die römisch-katholische Pfarrkirche St. Jakob in Bobrowo (deutsch Bobrau), einem Ort in der Gmina Bobrowo in der polnischen Woiwodschaft Kujawien-Pommern im früheren Kreis Strasburg, stammt aus dem 14. Jahrhundert. Die Kirche gehört zu den ältesten gemauerten Dorfkirchen im Kulmerland.

## Baugeschichte
Erste urkundliche Erwähnungen des Ortes Bobrowo finden sich im Vertrag von Lonyz (1222) und in Schenkungen des Kulmer Bischofs an das Domkapitel im Jahr 1251, das den Bau der Kirche förderte. Die erste Kirche, von der die Westwand des heutigen Langhauses stammt, entstand vermutlich in der Mitte des 13. Jahrhunderts und wurde durch das Kulmer Domkapitel errichtet. Ein Pfarrer wird erstmals 1324 urkundlich erwähnt. Um das zweite Viertel des 14. Jahrhunderts begann der Bau von Chor, Sakristei und dem östlichen Abschnitt des Langhauses. Die Mauern dieser Bauabschnitte sind besonders dick und springen oberhalb der halben Höhe merklich zurück. Rautenmuster, die auf der Nordseite angebracht wurden, brechen plötzlich ab. Um die Mitte des 14. Jahrhunderts wurden Chor und Langhaus vollendet, wobei die Blendengliederung an der Nordseite des Langhauses anstelle einer ursprünglich glatten Wand mit Rautenmuster eingeführt wurde.

## Architektur
Die Kirche ist ein kleiner, ungewölbter Saalbau mit einem eingezogenen Polygonalchor und schräg stehenden Strebepfeilern an den westlichen Kanten. Der dreiseitige Schluss des Chors wird von einem vortretenden Feldsteinsockel betont. Auffallend sind zwei Backsteine an der Außenseite des Chors, die eine eingeritzte mittelalterliche Inschrift tragen, die möglicherweise auf das Patrozinium des heiligen Jakob und das Baujahr 132? verweist. Auf der Südseite des Chors befindet sich ein gestuftes Spitzbogenfenster, das von breiten, segmentbogigen Blenden flankiert wird. Die drei Polygonseiten haben je ein schmales, gestuftes Spitzbogenfenster. Der horizontale Abschluss wird durch ein eingefasstes Putzband markiert.
Die Nordseite des Langhauses ist fensterlos und weist breite Spitzbogenblenden auf, die auch im Inneren fortgeführt werden. Die Westwand des Langhauses besteht aus Feldsteinmauerwerk bis zur Traufhöhe, während das übrige Mauerwerk aus Backstein errichtet wurde. Die Blendengliederung setzt erst oberhalb des älteren Mauerwerks an, und ein eingefasstes Putzband in Traufhöhe verleiht der Struktur eine klare horizontale Gliederung. Die Westseite ist durch eine vorspringende Feldsteinwand mit Spitzbogenblenden geprägt.
Die Sakristei, an der Nordseite des Chors gelegen, ist verhältnismäßig niedrig und schmucklos. An der Südseite des Langhauses befindet sich eine barocke Vorhalle, die Spuren eines mittelalterlichen Vorgängerbaus aufweist. Der Ostgiebel des Langhauses ist als Dreiecksgiebel mit vier durchlaufenden Spitzbogenblenden gestaltet, während die Giebelspitze von einer kleinen Blende gekrönt wird.